# Bart Wellens
Pour les articles homonymes, voir Wellens.
Bart Wellens, né le 10 août 1978 à Herentals, est un cyclo-crossman belge. De 2000 à 2015, il est professionnel dans l'équipe cycliste SpaarSelect, devenue Fidea, puis Telenet-Fidea. Ses plus grandes victoires sont ses titres de champion du monde de cyclo-cross obtenus à Monopoli (Italie) en 2003 et à Pontchâteau (France) en 2004. Il a gagné également la coupe du monde 2002-2003 et le Superprestige en 2004.

## Biographie
La saison 2006-2007 démarre mal pour Bart Wellens. Un coup de pied donné à un spectateur au cours du Druivencross d'Overijse le 18 décembre 2005 lui vaut une suspension de compétition durant le mois de septembre 2006.
Cité dans une affaire de dopage, il n'est pas autorisé à courir par l'UCI les championnats du monde de cyclo-cross 2015. Après avoir engagé une action en justice pour annuler la décision, la Cour belge d'arbitrage pour le sport lui donne raison et il peut envisager être sélectionné pour ces championnats.

## Palmarès en cyclo-cross

### Par années
- 1993-1994
  -  Champion de Belgique de cyclo-cross débutants
- 1994-1995
  -  Champion de Belgique de cyclo-cross débutants
- 1995-1996
  -  Champion de Belgique de cyclo-cross juniors
  - 8e du championnat du monde de cyclo-cross juniors
- 1996-1997
  -  Champion de Belgique de cyclo-cross espoirs
  -  Médaillé d'argent du championnat du monde de cyclo-cross espoirs
- 1997-1998
  -  Champion de Belgique de cyclo-cross espoirs
  -  Médaillé d'argent du championnat du monde de cyclo-cross espoirs
- 1998-1999
  -  Champion du monde de cyclo-cross espoirs
  -  Champion de Belgique de cyclo-cross espoirs
  - Superprestige #7, Hoogstraten
- 1999-2000
  -  Champion du monde de cyclo-cross espoirs
  -  Champion de Belgique de cyclo-cross espoirs
- 2000-2001
  - Coupe du monde #2, Tábor
  - Superprestige #8, Harnes
  - Nationale Veldrit, Bellem
  - Vlaamse Witloof Veldrit, Vossem
  - Internationale Veldrit, Vorselaar
  - Gp Ofstenster, Contern
  - Sylvester Cyclo Cross, Veldegem
  - Internationale Radquer, Wetzikon
  - Grote Prijs de Stad, Eeklo
  - Sluitings Prijs, Oostmalle
  - 3e du championnat de Belgique de cyclo-cross
- 2001-2002
  - Superprestige #1, Ruddervoorde
  - Kermiscross, Ardooie
  - Den Nacht van, Woerden
  - Vlaamse Witloof Veldrit, Vossem
  - Gp Ofstenster, Contern
  - Grote Prijs Bosduin, Kalmthout
  - Krawatencross, Lille
  - 8e du championnat du monde de cyclo-cross
- 2002-2003
  -  Champion du monde de cyclo-cross
  - Classement général de la Coupe du monde
    - Coupe du monde #1, Francfort
    - Coupe du monde #4, Wetzikon

  - Superprestige #3, Asper-Gavere
  - Superprestige #8, Vorselaar
  - Trophée GvA #2 - Jaarmaktcross, Niel
  - Zyklo Kros, Tábor
  - Vlaamse Druiven Veldrit, Overijse
  - Nationale Veldrit, Otegem
  - Grote Prijs de Stad, Eeklo
  - 3e du championnat de Belgique de cyclo-cross
- 2003-2004
  -  Champion du monde de cyclo-cross
  -  Champion de Belgique de cyclo-cross
  - Coupe du monde #5, Nommay
  - Classement général du Superprestige
    - Superprestige #1, Ruddervoorde
    - Superprestige #3, Asper-Gavere
    - Superprestige #4, Gieten
    - Superprestige #5, Diegem

  - Trophée GvA #1 - Koppenbergcross, Audenarde
  - Trophée GvA #2 - Jaarmaktcross, Niel
  - Trophée GvA #3 - GP Rouwmoer, Essen
  - Trophée GvA #4 - Grote Prijs Bosduin, Kalmthout
  - Trophée GvA #5 - Azencross, Loenhout
  - Classement général du Trophée Gazet van Antwerpen
  - Grand Prix Eric De Vlaeminck, Heusden-Zolder
  - Grand Prix de la Région wallonne, Dottignies
  - Grote Prijs Shimano, Harderwijk
  - Den Nacht van, Woerden
  - Vlaamse Witloof Veldrit, Vossem
  - Internationale Veldrit, Hooglede-Gits
  - Trofeo Mamma é Papa Guercioti, Milan
  - Vlaamse Druiven Veldrit, Overijse
  - Centrumcross, Surhuisterveen
- 2004-2005
  - Trophée GvA #3 - GP Rouwmoer, Essen
- 2005-2006
  - Coupe du monde #6, Igorre
  - Superprestige #1, Ruddervoorde
  - Superprestige #2, Saint-Michel-Gestel
  - Steenbergcross, Erpe-Mere
  - Grand Prix de la Région wallonne, Dottignies
  - Gp Rouwmoer, Essen
  - Kermiscross, Ardooie
  - Internationale Veldrit, Neerpelt
  -  Médaillé d'argent du championnat du monde de cyclo-cross
  - 3e du championnat de Belgique de cyclo-cross
- 2006-2007
  -  Champion de Belgique de cyclo-cross
  - Coupe du monde #7, Milan
  - Trophée GvA #2 - Jaarmaktcross, Niel
  - Kleicross, Lebeke
  - Internationale Veldrit, Veghel-Eerde
  - Noordzeecross, Middelkerke
  - Internationale Veldrit, Otegem
  - 4e du championnat du monde de cyclo-cross
- 2007-2008
  - Herdenkingscross Etienne Bleukx, Zonhoven
  - Niel Jaarmarkt Cross, Niel
  - Kasteelcross, Zonnebeke
  - 2e du championnat de Belgique de cyclo-cross
- 2008-2009
  - Grand Prix d'Hasselt, Hasselt
  - Premio Asteasu de Ciclocross, Asteasu
  - Grand Prix De Ster, Saint-Nicolas
  - 4e du championnat du monde de cyclo-cross
- 2009-2010
  - Grand Prix Eecoloonaar, Eeklo
  - Trophée GvA #8 - Internationale Sluitingsprijs, Oostmalle
  - 10e du championnat du monde de cyclo-cross

- 2010-2011 

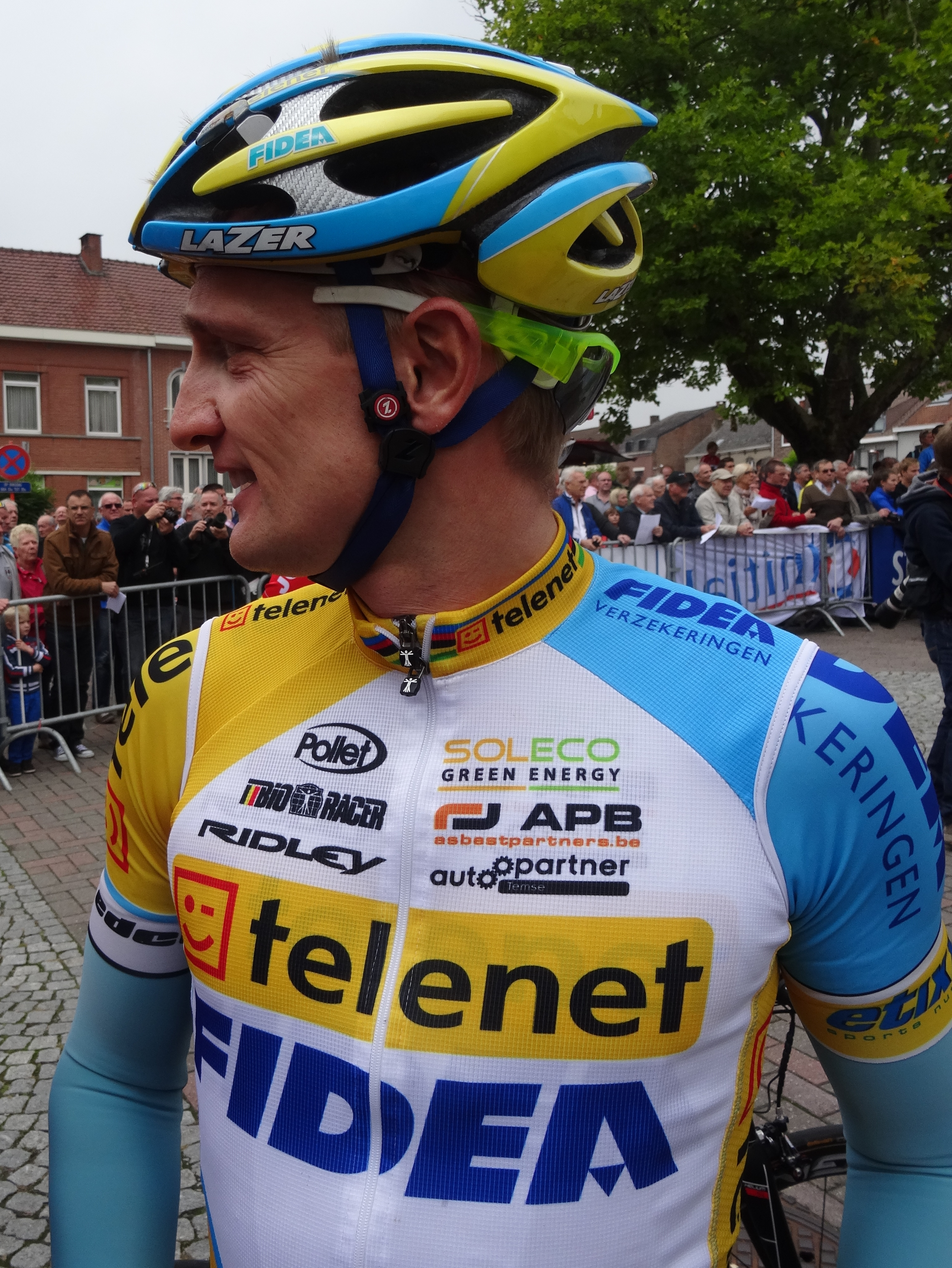
Bart Wellens lors du départ de la Druivenkoers Overijse 2014 à Huldenberg.

  - Cauberg Cyclo-Cross, Fauquemont-sur-Gueule
  - 2e du championnat de Belgique de cyclo-cross
  - 8e du championnat du monde de cyclo-cross
  - 10e de la Coupe du monde
- 2011-2012 
  - Trophée GvA #4 - GP Rouwmoer, Essen
  - Cross After Dark Series #2 - StarCrossed, Redmond
  - Rapha Focus GP, Issaquah
  - USGP of Cyclocross #2 - Planet Bike Cup 2, Sun Prairie
- 2012-2013 
  - Parkcross Maldegem, Maldegem
  - 4e du championnat du monde de cyclo-cross
- 2013-2014 
  - 3e du championnat de Belgique de cyclo-cross

### Classements
| Épreuve / Édition       | 1997/1998 | 1998/1999 | 1999/2000 | 2000/2001 | 2001/2002 | 2002/2003 | 2003/2004 | 2004/2005 | 2005/2006 | 2006/2007 | 2007/2008 | 2008/2009 | 2009/2010 | 2010/2011 | 2011/2012 | 2012/2013 |
| Championnat du monde    |           |           |           |           | 8e        | 1er       | 1er       | 21e       | 2e        | 4e        | 15e       | 4e        | 10e       | 8e        | -         | 4e        |
| Coupe du monde          | 28e       | 19e       | 18e       | 2e        | 3e        | 1er       | 3e        | 10e       | 3e        | 2e        | 2         | 2e        | 23e       | 10e       | 14e       | 12e       |
| Superprestige           | 7e        | 2e        | 5e        | 2e        | 2e        | 2e        | 1er       | 4e        | 3e        | 3e        | 2e        | 3e        | 16e       | 5e        | 9e        | 7e        |
| Trophée GvA             |           |           |           |           |           | 2e        | 1er       | 12e       | 2e        | 6e        | 2e        | 2e        | 13e       | 5e        | 7e        | 5e        |
| Championnat de Belgique |           |           |           | 3e        |           | 3e        | 1er       | 4e        | 3e        | 1er       | 2e        | 5e        | 14e       | 2e        | -         | 6e        |

## Résultats sur route
- 1996
  - Sint-Martinusprijs Kontich
  - 3e de Ledegem-Kemmel-Ledegem
- 2002
  - 2e étape du Tour du Brabant flamand
  - 2e étape du Tour Nivernais Morvan
  - 2e du Tour du Brabant flamand
- 2005
  - 1re étape du Tour de la province de Liège
- 2008
  - 1re étape du Tour de Lleida

## Distinctions
- Espoir de l'année en Belgique : 1999